# Digne Elvis Okombi Tsalissan
 (octobre 2020).
Digne Elvis Okombi Tsalissan est un homme politique congolais, Président de l'Union pour un Mouvement Populaire (UMP) parti d’obédience chrétien-démocrate. Il est né le 1er juin 1977 à Brazzaville, en République du Congo. Il est élu député de l'unique circonscription de Ngo lors des Élections législatives de 2017 en république du Congo, aussi Conseiller départemental des plateaux en 2017 pour un mandat de 5 ans. Il est marié et père de quatre enfants.

## Biographie
Après son baccalauréat au lycée de la Révolution en 2000, suivi d'une licence et un master en management des administrations publiques et privées en 2005 et 2007 à l'Institut Supérieur De Commerce Et Des Affaires (HEC-ISCA), Digne Elvis Okombi Tsalissan poursuit son cursus universitaire à l’Institut de formation de cadres pour le développement (IFCAD) de Bruxelles. 
Natif du département des Plateaux, Digne Elvis Okombi Tsalissan a assuré le poste de Ministre délégué auprès du Premier Ministre, chargé des relations avec le Parlement du Gouvernement Mouamba I. Il a fait ses premiers pas en politique depuis l’Université Marien-Ngouabi de Brazzaville avec l’association Génération Pierre Oba dans laquelle il assumait les fonctions de secrétaire général. Après quelques années, il crée, avec des proches amis, une association de jeunesse dénommée « Jeunesse de la mouvance présidentielle » qui va se muer, en 2009,  en parti politique dénommée « Union pour un mouvement populaire ». Cette formation politique est membre de la Coalition des partis du centre.
Sur le plan sportif, Digne Elvis Tsalissan Okombi fait partie de la classe des grands champions de karaté. Il est ceinture noire, premier dan. Champion de Brazzaville, du Congo et de l’Afrique centrale. Marié, il est père de famille.

## Œuvres
Digne Elvis Okombi Tsalissan est un écrivain qui a publié les ouvrages suivants :
- Guide des relations gouvernement-parlement en République du Congo, L'Harmattan, 2017[5].
- Roman au Nom de l’Amour édition Renaissance Africaine, Editions Renaissance africaine, 2018[6].